# 添削
| ウィキペディアには「添削」という見出しの百科事典記事はありません（タイトルに「添削」を含むページの一覧/「添削」で始まるページの一覧）。 代わりにウィクショナリーのページ「添削」が役に立つかもしれません。 |